# ویکتوریا آزارنکا
ویکتوریا آزارنکا (به بلاروسی: Вікторыя Азарэнка, Азаранка، به روسی: Виктория Азаренко؛ متولد ۳۱ ژوئیه ۱۹۸۹) تنیسوری حرفه‌ای از بلاروس است.

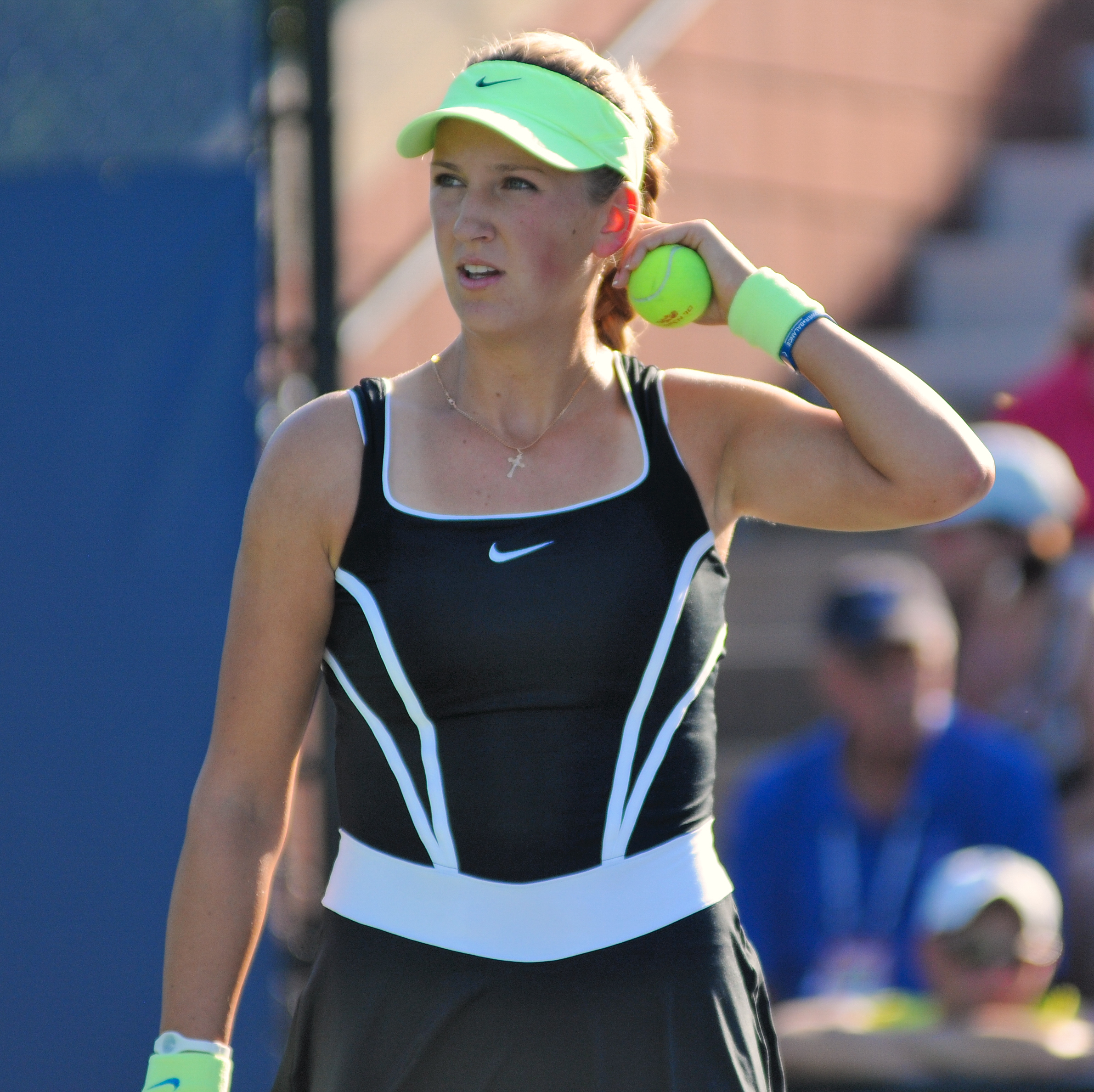

در ۷ سالگی از طریق مادرش، آلا، با تنیس آشنا شد و از سال ۲۰۰۳ با شرکت در مسابقات آی‌تی‌اف، اولین مسابقات رسمی خود را شروع کرد و در سال ۲۰۰۶ به جمع صد تنیسور برتر زن دبلیوتی‌ای راه یافت.
زمین مورد علاقهٰ او، زمین‌های سخت است گرچه نتایج گرنداسلم‌های انفرادی او حاکی از موفقیت بیشتر او در زمین‌های خاکی و چمن است. او هم‌چنین دو عنوان مختلط گرنداسلم را در سال‌های ۲۰۰۷ و ۲۰۰۸ برده‌است و در سال ۲۰۰۵ به عنوان قهرمان جونیورز جهان از سوی آی‌تی‌اف شناخته شد.
در سال ۲۰۱۲ آزارنکا با شکست دادن ماریا شاراپووا اولین عنوان گرند اسلم خود یعنی آزاد استرالیا را کسب کرد.